# Морская водонапорная башня (Фленсбург-Мюрвик)
Морская водонапорная башня (нем. Marine-Wasserturm) — архитектурное сооружение в стиле кирпичного экспрессионизма, построенное в 1908 году по проекту архитектора Адальберта Кельма в городе Фленсбург. Находится в районе Мюрвик. Памятник культуры.

## Сооружение
Водонапорная башня представляет собой круглое кирпичное здание, построенное в стиле кирпичного экспрессионизма. Высота Морской водонапорной башни составляет 30 метров.

## История эксплуатации
Морская водонапорная башня во Фленсбурге была построена в 1901—1902 годах в западной части города. Автором проекта, как и комплекса зданий Мюрвикского военно-морского училища, возведённого в 1907 и 1910 годах, был архитектор Адальберт Кельм. Башня находится на южной окраине училища. Длительное время она автономно снабжала учебное заведение водой. В 1981 году Мюрвикское военно-морское училище подключилось к городскому водопроводу. Морская водонапорная башня была выведена из эксплуатации. В начале 1990-х годов при снятии резервуара для воды была повреждена кладка, и башня потеряла устойчивость. Училище продало здание частным собственникам.
В 2000-х годах башню приобрёл другой собственник. В 2010 году она была отремонтирована; внутреннее пространство башни было перепроектировано под жилищный фонд. На каждом этаже были обустроены 55 квадратных метров жилой площади. Рядом с винтовой лестницей установили лифт. На внешней стене здания была оборудована пожарная лестница, которая не спускается на землю, но останавливается на высоте, на которую пожарная команда может подняться со своими лестницами. Морская водонапорная башня была признана памятником культуры. Проект реконструкции Морской водонапорной башни в 2013 году был удостоен первого приза Федеральной премии «Ремёсла по охране памятников».